# Onthophagus wakelbura
Onthophagus wakelbura là một loài bọ cánh cứng trong họ Bọ hung (Scarabaeidae).